# Ángel del Cerro
Ángel del Cerro fue un productor de televisión y escritor cubano.

## Productor
- Señora tentación (1994)
- Tres destinos (1993)
- Natalia (1991)
- Angélica, mi vida (1988)
- Andrea (1988)
- Preciosa (1986)
- Tanairí (1985)
- De qué color es el amor (1984)
- Coralito (1983)
- Fue Sin Querer (1982)
- El ídolo (1980)

## Escritor
- Corazón esmeralda (2014)
- De todas maneras Rosa (2013)
- Válgame Dios (2012)
- Un esposo para Estela (2009)
- Nunca te diré adiós (2005)
- A donde va Soledad (2000)
- Tabú (1999)
- Prisioneros del amor (1996)
- Señora tentación (1994)
- Tres destinos (1993)
- Natalia (1991)
- Andrea (1988)
- Preciosa (1986)
- Tanairí (1985)
- El ídolo (1980)
- La Zulianita (1977)
- Esmeralda (1970)